# Ioan Slavici
Ioan Slavici (Șiria, Arad, 18 de enero de 1848 - Panciu, 17 de agosto de 1925) fue un escritor, periodista y pedagogo rumano. En 1882 fue nombrado miembro correspondiente de la Academia Rumana.
La obra literaria de Ioan Slavici está influida por la vida de la aldea de Transilvania. El escritor fue considerado por el crítico George Călinescu como una "excelente herramienta de observación" del medio rural, ofreciendo en sus cuentos populares y en sus estudios un retrato de la moral, del comportamiento de las personas según su estratificación social y de los más pequeños detalles de vestimenta, habla y gestos.

## Biografía
Slavici nació en el pueblo de Világos (hoy Șiria, Rumanía), cerca de Arad, en 1848, hijo de Sava y Elena Slavici. Estudió en la escuela ortodoxa local de Șiria y en varias otras instituciones de Transilvania, impartió clases en húngaro o alemán y se convirtió en miembro de la Sociedad de Conferencias de Rumanía.
Después de terminar sus estudios, Slavici se matriculó primero para estudiar derecho en Budapest en 1868, y en Viena, en 1869. Pero poco después, debido a dificultades financieras, se vio obligado a regresar a Cumlaus y aceptar un trabajo como notario público.  A lo largo de su empleo, Slavici ahorró el dinero que le ayudaría a continuar sus estudios en Viena.

## Trayectoria
En 1871, partió hacia Viena como parte de su servicio militar. Este fue un momento decisivo en la vida del futuro escritor, ya que Slavici tuvo la oportunidad de conocer a Mihai Eminescu, el poeta rumano más importante, quien estudiaba en la Universidad de Viena. Ambos entablaron una buena amistad, y Eminescu animó y ayudó a Slavici en el desarrollo de su estilo y de sus propias obras, ese mismo año marcó el debut literario de Slavici en la revista Convorbiri Literare, órgano de la sociedad Junimea de Iași, y a instancias de este debutó con la comedia Fata de birău en 1871.
En 1872, Slavici tuvo que interrumpir sus estudios nuevamente debido a dificultades económicas. Dos años después, abandonó Austria-Hungría y se mudó a Iași, donde participó en las reuniones Junimea. En 1874 , se fundó el Teatro Clásico Ioan Slavici en Arad. Su primer libro, Nuvele din popor , una colección de cuentos, se publicó en 1881. Incluía Moara cu noroc (El molino de la suerte) y Budulea Taichii , dos de las obras más conocidas y elaboradas de Slavici.
En 1882, fue seleccionado miembro correspondiente de la Academia Rumana. En 1884, Slavici se trasladó a Transilvania, donde participó activamente en el movimiento nacional rumano, siendo miembro del Comité Central del Partido Nacional Rumano, el principal foro político de los rumanos en la región. Las autoridades húngaras condenaron a Slavici a un año de prisión por su postura nacionalista. Esta fue la primera de sus muchas estancias cortas en prisión (no todas relacionadas con sus posturas políticas; algunas fueron consecuencia de demandas contra otros periodistas).
Seis años después, se mudó a Bucarest y, en 1894, comenzó a publicar las primeras partes de su novela más famosa, Mara, que se publicó en un solo volumen doce años después. Este fue también el período en que trabajó como editor de la revista Vatra, junto a George Coşbuc e Ion Luca Caragiale.
En 1909, Slavici comenzó a trabajar para el periódico proalemán Ziua. Con el estallido de la Primera Guerra Mundial, sus escritos en el periódico lo pusieron en conflicto con otros intelectuales que apoyaban a las potencias de la Triple Entente. El 14 de agosto de 1916, Rumanía entró en la guerra del lado de la Entente, atacando a Hungría en Transilvania. Tras un exitoso contraataque alemán y austrohúngaro, Rumanía vio la mayor parte de su territorio (incluida Bucarest) ocupado por las tropas alemanas, austrohúngaras y búlgaras en el verano de 1917.
El gobierno legítimo rumano se refugió en Iași, y las Potencias Centrales establecieron una administración títere para los territorios ocupados. Slavici colaboró con el nuevo gobierno, trabajando como editor del periódico oficial, la Gaceta de Bucarest. Tras la retirada alemana en noviembre de 1918, fue juzgado por sus actividades durante la guerra y pasó un año en prisión, mientras que su reputación entre la intelectualidad se vio empañada.
Editor de los diarios Timpul de Bucarest y, más tarde, fundador del Tribuna de Sibiu, Slavici fue un famoso periodista. A causa de sus artículos, fue encarcelado cinco veces, tanto en el Imperio austrohúngaro (por supuesto nacionalista rumano) como en Rumania (por supuesto espía austrohúngaro). Slavici reflejó esta experiencia en las memorias tituladas Închisorile mele, publicadas en 1921. El historiador Lucian Boia afirmó, en referencia a Slavici, que "si bien escritores como Rebreanu o Sadoveanu tenían un ligero déficit de carácter, los problemas de Slavici son causados, se podría decir, por un exceso de carácter".
En 1925, Slavici se mudó con su hija a Panciu (actualmente en el condado de Vrancea). Murió allí ese mismo año y fue enterrado en la ermita del Monasterio de Brazi.